# Tony Jay
Tony Jay (Londres, 2 de fevereiro de 1933 — Califórnia, 13 de agosto de 2006) foi um actor, dublador e cantor britânico, que deixou uma vasta obra no ramo do entretenimento. Ele começou como ator, mas mais tarde, tornou-se um lendário dublador, tendo mais tarde uma vasta carreira na dublagem. Ele é conhecido pela sua voz distinta e a maneira brilhante como interpreta os seus personagens, tendo os mais variados papéis em vários filmes, séries e jogos, com os seus papeis mais memoráveis em filmes e séries da Disney, como Shere Khan, Frollo, entre outros.
Como ator, ele interpretou Nigel St John na série Louis e Clark: As Novas Aventuras do Super-Homem (1993-1995), e mais para frente fez algumas pequenas aparições em The Golden Girls, Twin Peaks e Night Court. Seu papel mais proeminente na tela foi do Professor Werner do filme Irmãos Gêmeos, com Arnold Schwarzenegger

## Biografia
Jay nasceu em Londres, ele frequentou a Escola Gramática do Condado de Pinner e completou o serviço nacional nas Força Aérea Real em 1953. Ele se mudou para a Africa por volta de 1966, após ouvir o potencial de sua linha de trabalho. Ele voltou para Inglaterra em 1973, e depois se mudou para os Estados Unidos em 1986. Ele se casou com Martha MacGeraghty em 2004.

## Carreira
Enquanto estabelecia em seus bens profissionais na Inglaterra, ocasionalmente Tony se apresentava em pequenas produções teatrais.
- Africa

Dentro de três meses em que Tony, aos 33 anos, foi realocado para a Africa do Sul, ele atuou em dramas de rádio para uma série de detetive chamado Sons da Escuridão onde ele interpretou um agente do FBI sagaz mas cego (1967-1972). Esta experiencia o levou a decidir a se ocupar profissionalmente na atuação.
Tony atuou, escreveu e dirigiu peças de rádio na Corporação Transmissão Africa do Sul os primeiros comerciais na estação de rádio Springbook Radio (1950-1985). Ele estava especialmente associado com a série cômica Taxi! (1969-1972, 1975-1978), na qual ele não só interpretou o taxista americano Red Kowaslki, mas também co-escreveu muitos roteiros com Joe Stewardson. Outros programas em que ele estava envolvido foram Teatro Radio Lux, Playhouse 90 e Teatro da Terça. Jay atuou, adaptou e dirigiu os primeiros seis meses dos episódios dos Vingadores.

## Filmografia
Dublagem e Atuação em Séries
- Fall of the Eagles, (1974), Tsar Alexander III
- Justice, (1974), Mr. Papalonios
- The Case of Eliza Armstrong, (1974), Henry Poland QC
- Within these Walls, (1975), Mr.Graham
- The Sweeney, (1975), Lambourne
- Affairs of the Heart, (1975), Sir Luke Street
- The Hanged Man, (1975), Lazlo
- Six Days of Justice, (1975), Edwin Lovatt
- The XYY Man, (1977), Jacob Mahler
- The Professionals, (1978), Observador Número 1
- Escape, (1980), Coronel Jalbout
- Timon of Athens, (1981), Mercador, Elenco Adicional
- Whoops Apocalypse, (1982), Bagatu
- The Agatha Cristie Hour, (1982), Count Streptitch
- Dempsey and Makepiece, (1985), Abe Moser
- The Greatest Adventure: Stories of the Bible, (1986), Caiaphas, Jerusalem Man No. 3, God
- Riviera, (1987), Habib
- The Golden Girls, (1987), Laszlo
- Hunter, 1987, Father Michaels
- Beverly Hills Buntz, 1988, Sheik Mohammed
- Circus, 1988, Conrad Simpson
- Mr. Belvedere, 1989, Capitão Peel
- A Bela e o Monstro (Série Televisiva), (1988-1989), Paracelcus
- Os Smurfs, (1989), dublagem mas sem créditos
- The New Lassie, (1989), Senhor Shepherd
- Newhart, (1989), Reginald Wooster
- The Easter Story, (1990), Caiaphas, Homem de Jerusalém
- Christine Cromwell, 1990, Elenco Adicional
- His and Hers, 1990, Dr. Zimmerman
- Rainbow Drive, (1990), Max Hollister
- Peter Pan e os Piratas (1990-1991), Alf Mason
- The Adventures of Don Coyote and Sancho Panda, (1990), vozes adicionais
- Matlock, (1991), Jonh Bosley Hackett
- Twin Peaks, (1990-1991, Dougie Milford
- TaleSpin, (1990-1991), Shere Khan
- Estranhos Absolutos, (1991), Weisfield
- Murphy Brown, (1991), Dr. Wade Benoit
- Erie, Indiana, (1991), Oris Von Orloff
- Dynasty: The Reunion, (1991), Dr. Jobinet
- Darkwing Duck, (1991-1992), A Morte
- Chefe, Mas Pouco, (1991), Paul Murphy
- Sisters, (1991), Charles Dickens
- Adventures in Odyssey, (1991), Fred J. Faustus
- Jonah, (1992), dublagem
- Star Trek: A Próxima Geração, (1992), Terceiro Ministro Campio
- Tom and Jerry Kids Show, (1993), Vozes Adicionais
- The Legend of Prince Valiant, (1991-1993), Cynan, Baron Alric, Magistrate
- Sonic The Hedgehog, (1993), O Guardião
- A Pequena Sereia (1992-1994), A Estrela Mágica
- Fugitive Nights: Danger in the Desert, (1993)
- The Adventures of Brisco County Jr., (1993), Judge Silot Gatt
- Os Dois Cães Bobos, (1993-1995), O Chefe
- Mighty Max, (1993-1994), Virgil, O Profeta
- Picket Fences, (1994), Chief Rabbi
- Duckman, (1994), Vozes Adicionais
- Scooby Doo em Uma Noite das Arábias, (1994)
- Beethoven, (1994-1995), Watson
- Reboot, (1994-2001), Megabyte
- Reboot: Fast Foward - The Making of Reboot, (1995), Megabyte
- Lois e Clark: As Novas Aventuras do Super-Homem, (1993-1995), Nigel St. Jonh
- Skeleton Warriors, (1993-1994), Narrador
- Aladdin, (1994-1995), Khartoum
- Aaahh! Real Monsters, 1995, Frederic, Chefe
- O Quarteto Fantástico, (1994-1996), Galactus, Terrax, Vozes Adicionais
- As Gárgulas, (1994-1997), Anubis
- As Novas Aventuras do Gato Félix, (1995-1997), Jaggo Donut
- Russia's Last Tsar, (1996)
- Siegfried & Roy: Masters of the Impossible (1996), dublagem
- Capitão Planeta, (1990-1996); O Yeti
- Animaniacs, (1996), Narrador
- Superman: The Last Son of Krypton, (1996), Sul-Van
- The Burning Zone, (1996), Chairman
- Bruno the Kid: The Animated Movie, (1996), Jarlesburg
- Teenage Mutant Ninja Turtles, (1987-1996), Megavolt, Lord Dregg
- The Tick, (1994-1996), Chairface Chippendale
- Homem-Aranha: A Série Animada, (1994-1998), Baron Mordo
- Savage Dragon, (1995-1996), Overlord
- The Making of Disney's 'The Hunchback of Notre Dame, (1996), ele mesmo
- O Pinky e o Brain, (1996), Egyptian Priest
- Jumanji, (1996-1997), The Master of Jumanji
- Puss in Boots (1997), narrador
- Os Super Patos, 1996, Wraith
- Garfield e Amigos, (1988-1994), Edward F. Furrow, Vozes Adicionais
- Hey Arnold, (1996-2004), Rex Smythe Higgins, Vozes Adicionais
- House of Mouse, (2001-2003), Shere Khan, Magic Mirror, Ostrich
- Buzz Lightyear do Comando Estelar, (2000-2001), Dr. Animus
- Rugrats, (1991-2004), Dr. Lipschitz, Vozes Adicionais
- Esquilo Sem Grilo, (1993-1995), O Chefe
- Super-Homem: A Série Animada, (1996-200), Sul-Van
- Jovens Titãs, (2003-2006), Narrador, Vozes Adicionais
- Xyber9: A Nova Era, 1999, Machestro
- Timon e Pumba, (1996-1999), Vozes Adicionais
- Johnny Bravo , (1999-2000), King Brad, Announcer
- Lloyd no Espaço, 2001, Dr. Werner Von Brain
- Mickey´s Around the World in 80 Days, 2005, Ostrich
- H. H. Holmes: O Primeiro Assasíno em Série da América, 2004, Narrador
- Me, Eloise, 2006
- Mickey Mouse Works, 1999, Ostrich

Dublagem e Atuação em Filmes
- O Livro da Selva 2, 2003, Shere Khan
- O Corcunda de Notre Dame, 1996, Juiz Claude Frollo
- Nausicaã do Vale do Vento, 1984, Narrador
- A Bela e a Fera, 1991, Monsieur D´Aque
- Recess: Schol´s Out, 2001, Dr. Rosenthal
- Scooby Doo! e Uma Noite das Arábias, 1994, Lorde do Amuleto
- Thumbelina, 1994, Vozes Adicionais
- Banditos do Tempo, 1981, Ser Supremo
- Tom e Jerry: O Filme, 1992, Lickboot
- O Planeta do Tesouro, 2002, Narrador
- Todos os Cães Merecem o Céu 2, 1996, Reginald
- Uma Conto Americano: O Tesouro da Ilha de Manhattan, 1998, Toplofty
- Bruno: O Miúdo, 1996, Jarlsberg
- Profecias Antigas, Introdutor
- Mãe Aranha, (2004-2009); Spiderus
- Albert Fish, 2006, Narrador
- Austin Powers: O Espião Irresistível, 1999, Narrador
- The Bard´s Tale, 2004, Narrador, Vozes Adicionais
- Os Combates das Guerras Civis, (1999-2003), Narrador (5 documentários)
- A Era Negra de Camelot, 2001, Narrador
- Fallout: Brotherhood of Steel, 2004, Narrador
- Hunter: The Reckoning, 1999, Narrador
- The Rugrats Movie, 1998, Dr. Lipschitz
- Rugrats Go Wild, 2003, Dr. Lipschitz
- Superman: The Last Son of Krypton, 1996, Sul-Van
- Dentro de um Campo de Morde: A História, 2005, Narrador

 Dublagem em Video-Game
- O Legado de Kain, (1996-2003), Elder God, Vozes Adicionais
- O Legado de Kain: A Procura das Almas, 1999, Zephon
- Warcraft Adventures: Lord of the Clans, 1997, Drek`Thar
- Warfract II, Reign of Chaos, 2002, Rei Terenas Menethil II
- Fallout, 1997, Lieutenant
- Fallout: Brotherhood of Steel, 2004, General Attis
- The Jungle Book Groove Party, 2000, Shere Khan
- The Jungle Book: Rhythm ´n Groove, 2001, Shere Khan
- Blood Omen: The Legacy of Kain, 1996, Mortanius
- X-Men Legends, 2004, Magneto
- Die By the Sword, 1998, O Feitiçeiro
- Planescape: Torment, 1999, O que Transcende
- Horace Walpole´s Audiobooks, Narrator
- Race to Space, 2001, Narrador
- Stark Trek: Armada II, 2001, USS Capitão Caddebostan
- Draconus Cult of the Wyrm, 2002, Narrador
- Star Trek: Elite Force II, 2003, Acheopenda
- Lionheart, 2003
- Lionheart: Legacy of the Crusader, 2003
- Reboot: The Ride, 1996, Megabyte
- Titanic Explorer, 1998, Capitão Smith, Sir Rufus Isaacs
- Y2K: The Game, 1999, Senhor Leopardo
- Icewind Dale, 2000, Kresselack
- Adventures in Odyssey: The Knight Travellers , 1991, Fred J. Faustus
- Siegfried and Roy: Masters of the Impossible, 1996
- Return to Castle Wolfenstein, 2001, O Director
- Baldur´s Gate: Aliança Negra, 2001, Xatam
- Return to Castle Wolfenstein, 2001, O Director
- Freelancer, 2003, Chanceler Florian Gustov
- Armed and Dangerous, 2003, Rei Forge
- Champions of Norrath, 2004, Peles
- Mace Griffin: Bounty Hunter, 2004, Lider dos Rangers
- Sacrifice, 2000, Mithras
- A Demanda do Rei 6: Herdeiro Hoje, Ninguém Amanhã, 1992, Capitão Saladin, ArchDruid, Gate, O Vendedor da Lampada

Ator: Tony Jay, apesar de ser mais conhecido pelas suas dobragens, também foi um actor. Tony Jay era um veterano da Royal Shakespeare Company, tendo vários papeis no teatro. Depois da sua experiencia, começou a interpretar as mais diversas personagens, em vários filmes, jogos e séries, como:
- Lied in My Hart, 1970, Rudi
- Scotty and Co., 1970, Ginger Sid
- Sien Jou Môre, 1970, Professor Ivan Ullman
- Taxi!, 1970, Red Kowalski
- The Winners, 1972, Natie Kaplan
- Leatherlip, 1972
- Nem Guerra, Nem Paz, 1975, Vladimir Maximovitch
- My Way II, 1977, Natie Kaplan
- O Império Grego, 1978, Doctor
- Little Dorit, 1988, Doctor
- Gémeos, 1988, Werner
- A Minha Madrasta é um Extraterrestre, 1988, O Chefe
- Crimes Sombrios, 1990, Max Hollister
- Night Court, 1991, Joseph Sch
- Beasties, 1991, Frank
- Extreme Ghostbusters, 1997, Macrobe
- Adventures from the Book of Virtues, 1997, Rei Darius
- Invasion America, 1998, O Dragit
- To Serve and Protect, 1999, Patologista da Policia
- Providence, 2001
- Tarzan (Série Televisiva), 2001, Poacher
- The Gene Pool, 2001, Renfel

Tony Jay também esteve presente em alguns anuncios comerciais, tem vários audiobooks e fez vários trabalhos com rádios, como LBC de Londres entre 1974 e 1980, bem como trabalhou com a rádio sul africana SPRINKBOK RADIO, onde escrevou, produziu e interpretou várias peças.